# Ray Boyd
Ray Boyd, född 28 juni 1951, är en australisk friidrottare. Han deltog vid olympiska sommarspelen 1972 och olympiska sommarspelen 1976.